# Пороховые (муниципальный округ)
Пороховы́е — муниципальный округ, муниципальное образование в составе Красногвардейского района Санкт-Петербурга.
Включает в себя южную и западную части жилого района Ржевка-Пороховые, в которую также входят исторические районы Жерновка и Малиновка.
Границы округа проходят по Соединительной железнодорожной линии, железнодорожным линиям Ладожский вокзал — Заневский Пост-2 и Ржевка — станция Нева, проспектам Косыгина, Наставников, Ириновскому, Индустриальному и шоссе Революции.

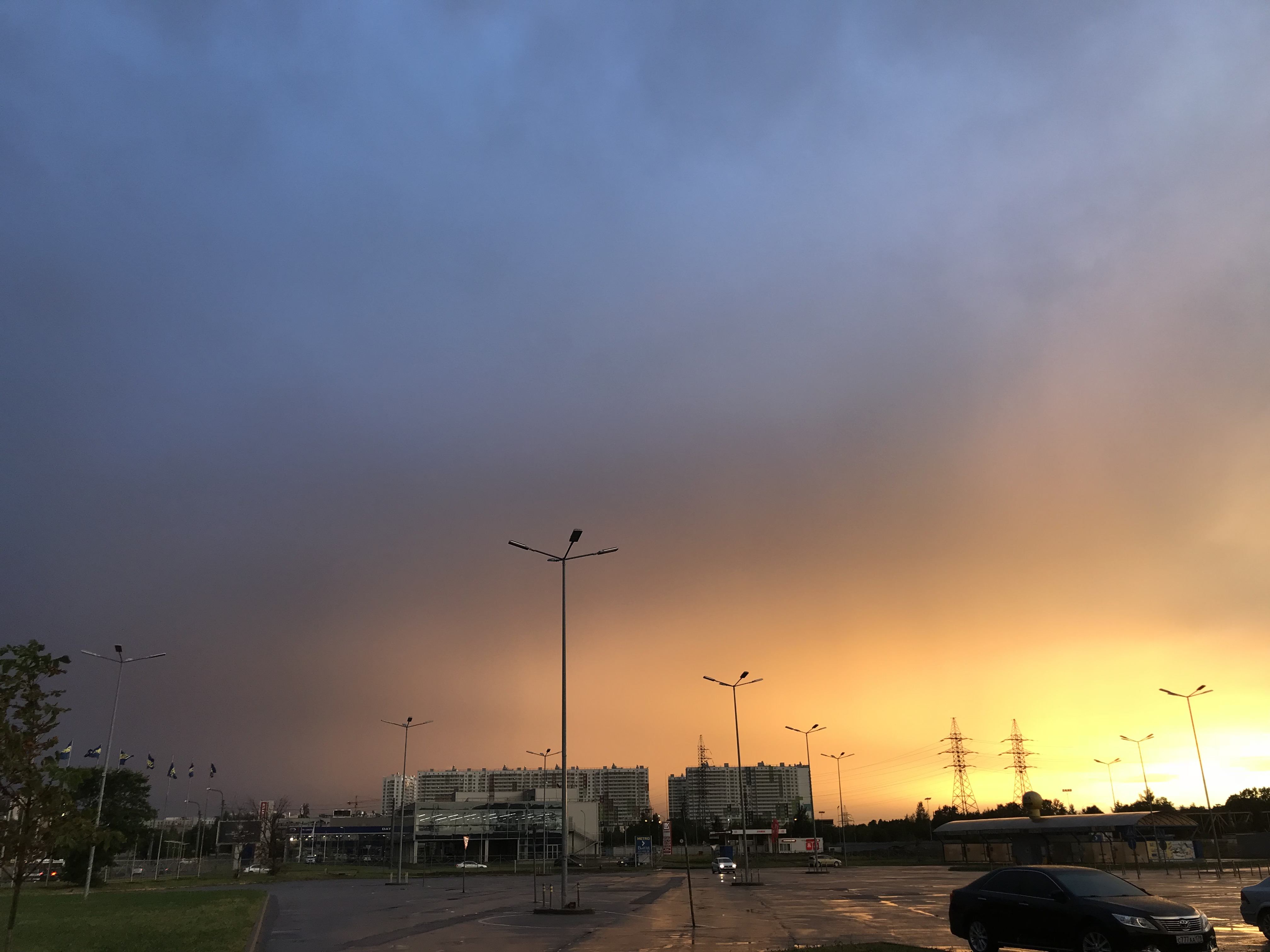
Проспект Косыгина

Главные магистрали — проспект Косыгина и Индустриальный проспект.
На территории округа расположены парк Малиновка и Ладожский парк.

## Население
| 2002     | 2010     | 2012     | 2013     | 2014     | 2015     | 2016     |
| -------- | -------- | -------- | -------- | -------- | -------- | -------- |
| 123 583  | ↗129 651 | ↗131 459 | ↘131 434 | ↗132 037 | ↗132 893 | ↗133 333 |
| 2017     | 2018     | 2019     | 2020     | 2021     | 2023     | 2025     |
| ↗134 756 | ↗137 246 | ↘137 062 | ↘136 678 | ↘129 996 | ↘128 949 | ↘128 807 |